# 竹内琢也
竹内 琢也（たけうち たくや、1988年3月17日 - ）は日本のDJ。高知県高知市出身。土佐高等学校、広島大学文学部卒業。

## 略歴
2009年FM802 DJオーディションに合格、2010年1月にデビュー。FM802で男性の現役大学生がDJをするのは17年ぶりだった。
2019年9月をもってFM802を卒業し、現在はSpotifyの公式番組「New Music Wednesday［Music+Talk Edition］」や自身のpodcast番組「speakeasy podcast」などを担当している。

## 現在の担当番組
- Spotify New Music Wednesday［Music+Talk Edition］(2021年9月 - 現在)

## 過去の担当番組
FM802
- FUNKY JAMS 802木(2010年1月 - 2010年3月)
- NIGHT RAMBLER木(2010年4月 - 2012年3月)
- DASH FIVE!(2012年4月-2014年9月は毎日、2014年10月-2018年3月は木･金)
- WEEKEND PLUS(2018年4月 - 2019年3月)
- OSAKAN HOT 100内『竹内3択』(2014年-2018年3月、月1回)
- BEAT EXPO月･火(2016年4月 - 2019年9月)

## 連載
- SPICE -『speakeasy podcast』今週注目の洋楽5曲
- SPICE - 「New Music Wednesday［Music+Talk Edition］」